# Hypothèse du zoo

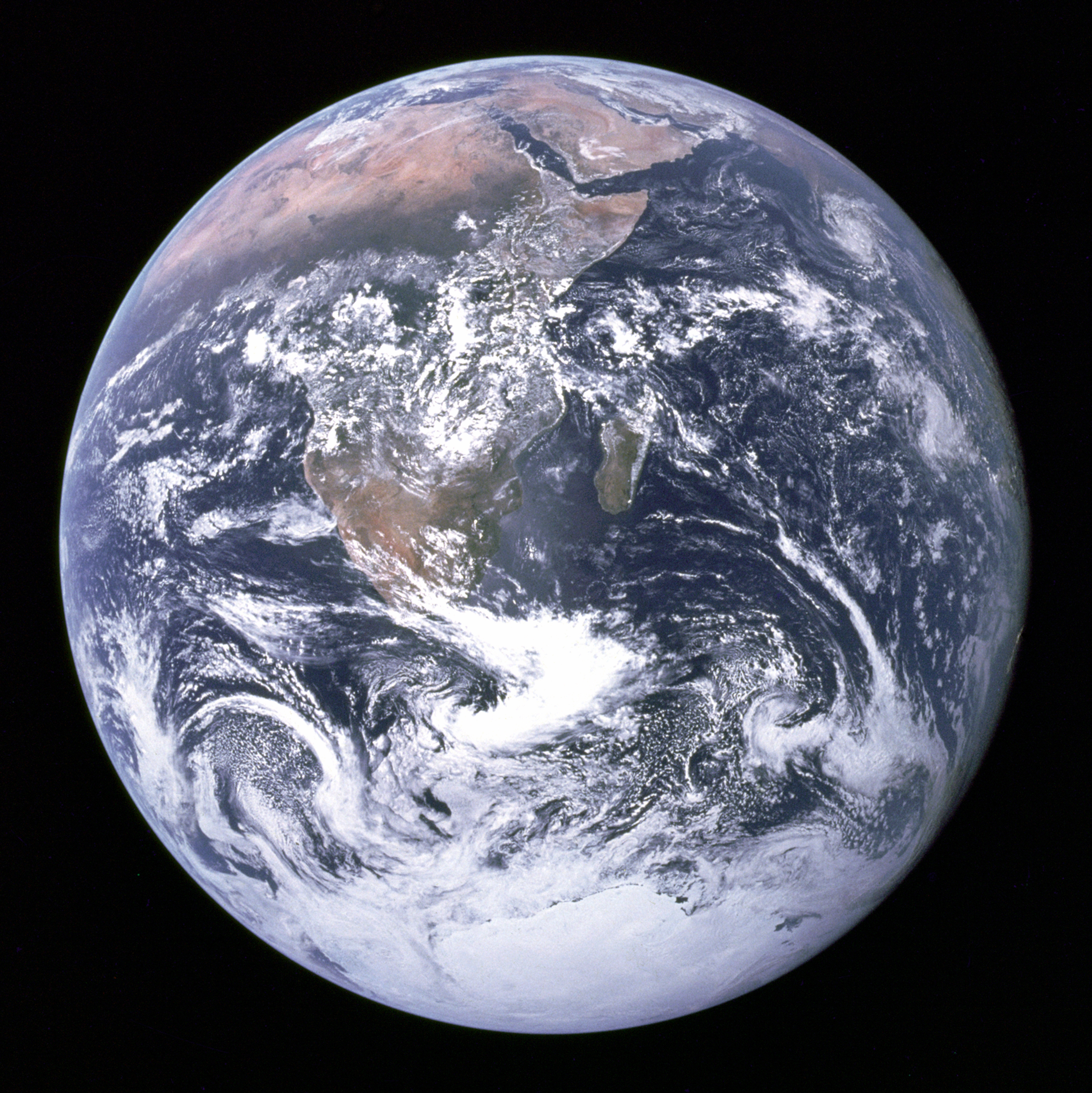
Une réponse au paradoxe de Fermi est l'hypothèse que la Terre serait, pour d'éventuelles civilisations extraterrestres, une réserve naturelle protégée ou qu'elle serait placée en quarantaine (La Bille bleue : photo de la Terre prise par l'équipage d'Apollo 17).

Vous lisez un « article de qualité » labellisé en 2015.
L'hypothèse du zoo est une explication théorique, avancée en 1973 par l'astronome John A. Ball, sur des prémisses posées par Constantin Tsiolkovski en 1934, en réponse au paradoxe de Fermi lequel concerne l'apparente absence de contacts et de preuves de l'existence d'une vie extraterrestre. Selon cette hypothèse, les extra-terrestres existeraient et seraient assez avancés technologiquement pour pouvoir communiquer avec les Terriens. Ils observeraient la Terre et l'humanité à distance, sans essayer d'interagir, à la façon de chercheurs qui observent des animaux primitifs à distance, évitant d'entrer en contact afin de ne pas les perturber.
Un développement de cette hypothèse est celle de la « quarantaine galactique » où les civilisations extraterrestres, pour des raisons éthiques, scientifiques ou culturelles, attendraient, avant de contacter l'humanité, qu'elle atteigne un certain niveau technologique et évite l'autodestruction. D'autres hypothèses ont été développées à partir de celle-ci par des scientifiques, devenant parfois des sujets philosophiques. Les critiques et les scientifiques soulignent qu'il n'y a aucun moyen de les vérifier.
Les hypothèses du zoo et de la quarantaine galactique ont également été reprises en ufologie et dans des œuvres de science-fiction.

## Précurseurs

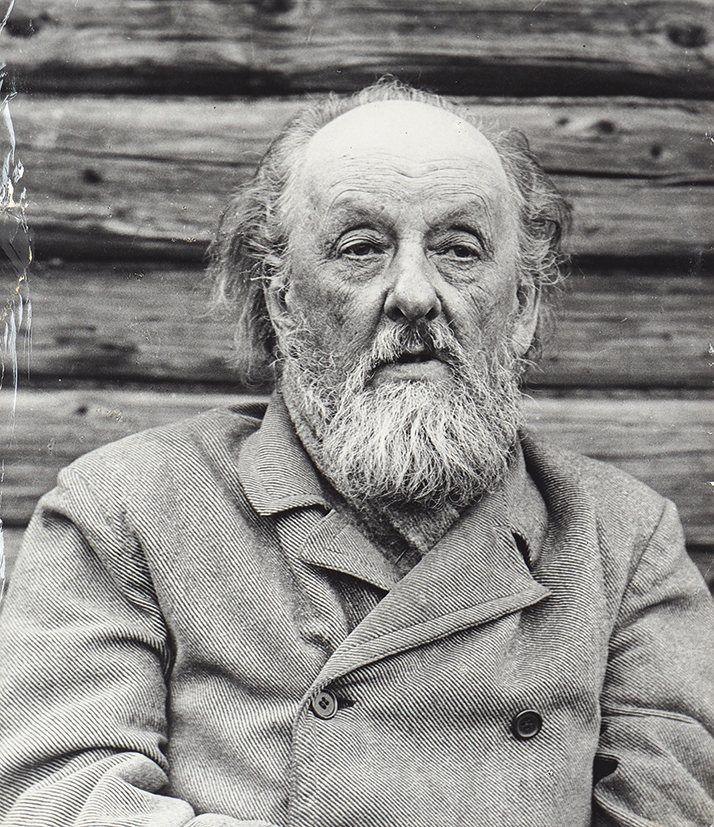
Constantin Tsiolkovski, père de l'astronautique moderne, a déjà évoqué l'hypothèse de la quarantaine galactique en 1934.

Le scientifique russe Constantin Tsiolkovski, père et théoricien de l'astronautique moderne, se pose tardivement des questions philosophiques, dont celle de la présence de civilisations extraterrestres et de l'absence de preuves de leur existence, anticipant ainsi le paradoxe de Fermi. Utilisant un raisonnement similaire à ce qui sera plus tard l'équation de Drake, il arrive à la conclusion que la vie est répandue sur de nombreuses planètes autour d'autres étoiles et que la colonisation de l'espace par des espèces extraterrestres, tout comme par l'humanité, est inévitable.
Il suggère en 1934, dans son essai There are also Planets Around Other Suns (que l'on peut traduire par : « Il y a aussi des planètes autour d'autres soleils »), que des civilisations extraterrestres plus sages et plus anciennes que la nôtre existent certainement, mais qu'elles refusent d'interférer avec notre histoire pour ne pas nous pousser à la destruction. Une rencontre pourra avoir lieu lorsque l'humanité sera plus avancée technologiquement et spirituellement. Un contact prématuré pourrait provoquer une guerre asymétrique entre l'espèce humaine encore belliqueuse et une espèce extraterrestre bien plus évoluée. Tsiolkovski évoque aussi la différence d'intelligence qui empêcherait toute communication : « Pouvons-nous avoir des relations rationnelles avec des chiens ou des ânes ? De la même manière, des êtres supérieurs ne seraient pas capables de communiquer avec nous pour le moment ».
Il invoque également une autre raison pour laquelle il y aurait un avantage pour ces espèces extraterrestres supérieures à nous laisser évoluer par nous-mêmes : malgré les doutes de l'humanité sur elle-même, ces espèces sauraient que l'humanité pourrait apporter « un nouveau et merveilleux courant de vie qui renouvellera et complètera leurs vies déjà parfaites ».
Pour le physicien Stephen Webb, les hypothèses de Tsiolkovski « contiennent les graines de l'hypothèse du zoo ».
Dans un article intitulé Our Lonely Planet (Notre planète solitaire), paru dans le magazine Astounding Stories en 1958, l'auteur de science-fiction Isaac Asimov reprend l'idée que la Terre pourrait être une réserve naturelle.

## Hypothèse du zoo par Ball

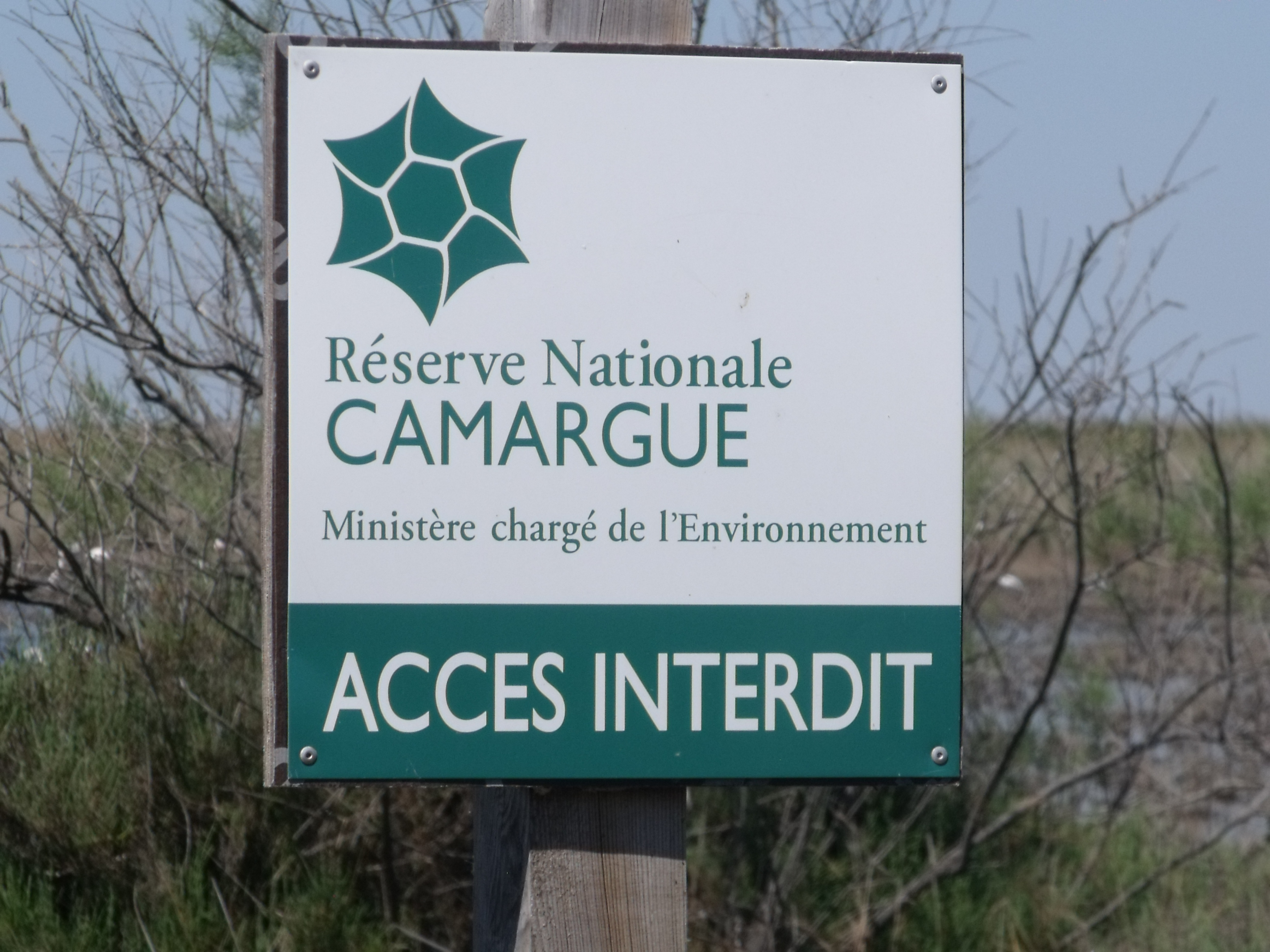
Selon Ball, la Terre serait considérée comme une réserve naturelle.

Théorisée en 1973 par le radioastronome américain John A. Ball dans la revue Icarus, l'hypothèse du zoo postule que des extraterrestres existent effectivement et qu'ils s'intéressent à notre espèce. Ils pourraient le faire en nous observant à distance, depuis la ceinture d'astéroïdes ou les confins du Système solaire, de la même façon que nous nous intéressons aux animaux dans des réserves naturelles, par curiosité scientifique tout en cherchant à interagir le moins possible avec eux. La raison de l'absence de contact entre ces civilisations très avancées (omniprésentes dans l'univers selon Ball) et l'humanité est que les premières ne veulent pas être détectées et ont les moyens technologiques de l'éviter afin de laisser la civilisation humaine se développer sans influence extérieure.
Cette hypothèse est directement destinée, selon Ball, à résoudre le paradoxe de Fermi. Il reprend l'idée qu'étant donné la longévité de l'univers, les civilisations extraterrestres doivent être nombreuses et ont dû se répandre dans la galaxie tout entière. Or, l'absence de contact est l'argument le plus fort selon lui en faveur de l'hypothèse du zoo, dont il existe plusieurs variantes selon les facteurs pris en considération.
Pour Michela Massimila, professeur en philosophie des sciences à l'université d'Édimbourg, il est difficile de prouver que l'hypothèse du zoo cosmique est fausse, mais surtout elle fait de nous « des formes de vie très atypiques et de ce fait est contre-anthropique ».

### Critiques

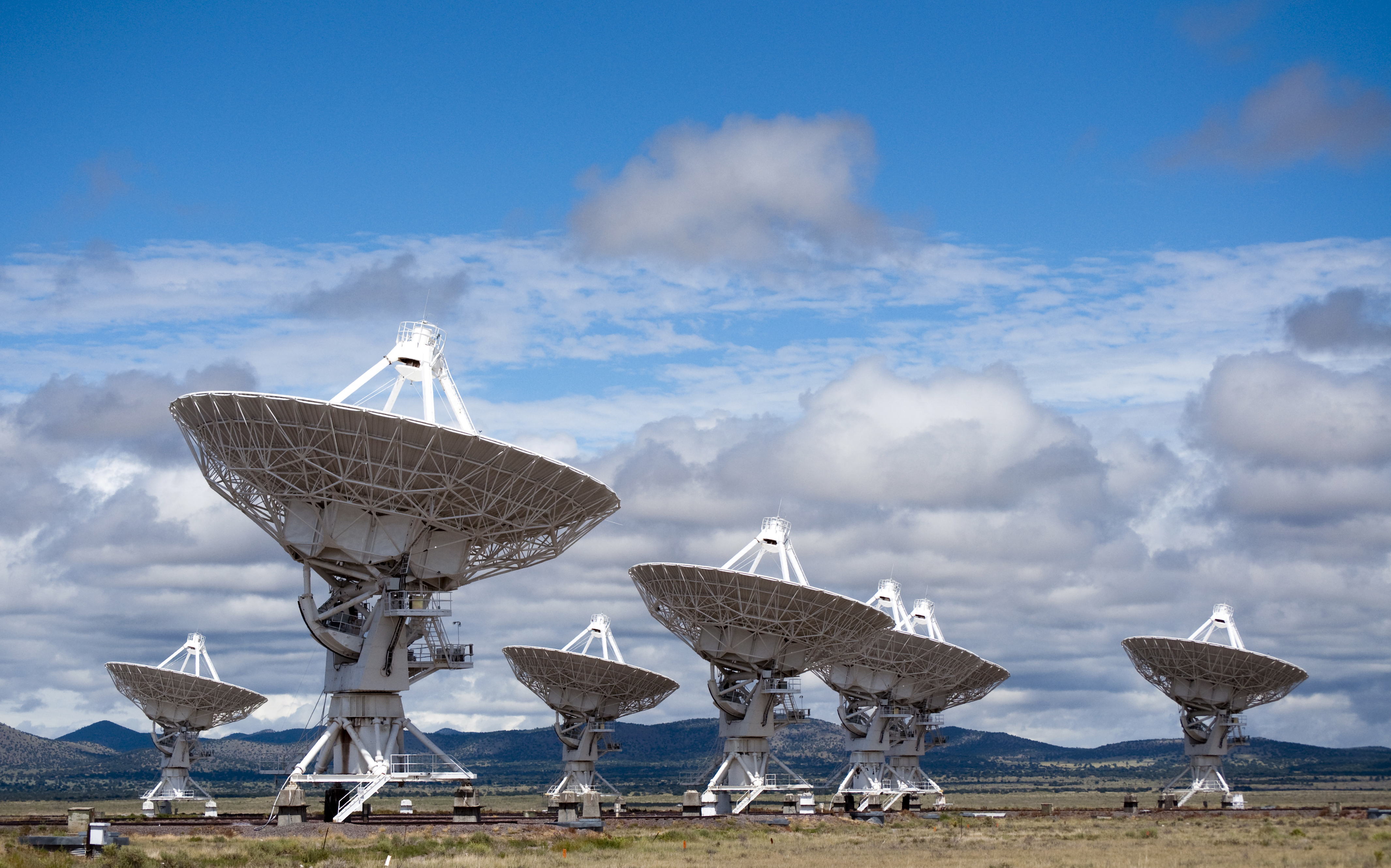
Des scientifiques critiquent l'hypothèse du zoo sur le fait qu'aucune émission radio prouvant une surveillance extraterrestre n'a été détectée (radiotélescope du Very Large Array aux États-Unis).

Ball précise que sa théorie n'est pas démontrable ni vérifiable « parce qu'ils [les extraterrestres] ne veulent pas être découverts et qu'ils ont la capacité technologique de s'en assurer ».
Pour le cosmologue John D. Barrow et le physicien Frank Tipler, l'hypothèse du zoo est peu probable. Ils pensent que s'il existait de nombreuses civilisations extraterrestres avancées et capables d'entrer en contact avec l'humanité comme l'équation de Drake pourrait le faire croire, il n'est pas certain que toutes respecteraient à la lettre cette règle de non-ingérence. De plus, même si cette règle était respectée à l'échelle d'une civilisation, la possibilité existerait qu'un individu ou un groupe d'individus extraterrestres la transgresse sciemment ou accidentellement. Ils proposent néanmoins, pour vérifier l'hypothèse de Ball, de détecter les émissions radio éventuelles entre les veilleurs extraterrestres présents dans notre système solaire et leur étoile d'origine, comme envisagé par les scientifiques Kuiper et Morris, ou de détecter le rayonnement infrarouge de la construction de sondes auto-réplicantes, comme imaginé par Freeman Dyson d'après les travaux de John von Neumann. Pour Barrow et Tipler, aucun système policier extraterrestre ne pourrait empêcher absolument tout contact.
Selon Stephen Webb, ce scénario et ses développements alternatifs souffrent de plusieurs défauts. Ils ne sont pas testables car, selon cette hypothèse, quoi que l'humanité fasse pour détecter les extraterrestres, cela se révèlera impossible car ceux-ci ne veulent pas l'être. Pour Webb la même explication pourrait être utilisée pour les fées et est donc très pauvre scientifiquement. Cette hypothèse est également anthropocentrique et il est impossible de savoir pourquoi une espèce extraterrestre aurait, comme les humains, un intérêt envers des espèces moins avancées. De même cette hypothèse échoue à expliquer pourquoi la Terre n'a pas été colonisée longtemps avant l'apparition d'une forme de vie complexe. Il reprend les critiques de Barrow et Tipler selon lesquelles il suffirait qu'une seule civilisation brise l'embargo et qu'il est peu probable que toutes les civilisations de toutes les époques aient la même doctrine. Enfin l'hypothèse du zoo n'explique pas pourquoi les télescopes ou radiotélescopes n'observent aucun signe de vie intelligente dans la galaxie.
Pour l'astrophysicien Michael H. Hart, l'hypothèse du zoo, comme la plupart des réponses au paradoxe de Fermi, est une explication sociologique car « aucune procédure scientifique n'a été suggérée pour tester la validité de l'hypothèse du zoo […] et donc accepter une de ces explications serait abandonner notre approche scientifique de la question ».
Louis Scheffer, professeur de bio-informatique et neurosciences au Howard Hughes Medical Institute a répondu aux critiques qui soulignent l'impossibilité du fait que les millions ou milliards de civilisations extraterrestres veuillent toutes respecter unanimement l'accord que la Terre ne doit ni être visitée, ni colonisée. Il a imaginé une civilisation qui aurait inventé la téléportation par transfert d'information de la conscience, ce qui élimine le besoin de créer de gigantesques vaisseaux ou des colonies minières pour les construire, les remplaçant par un voyage beaucoup plus rapide que la vitesse de la lumière. La téléportation procurerait un tel avantage que les autres civilisations préfèreraient abandonner leurs projets de colonisation pour rejoindre un « club de voyage par téléportation galactique » qui permettrait l'apparition d'une culture galactique commune opposée à la colonisation de la Terre,. Arthur C. Clarke, dans son roman 3001 : L'Odyssée finale, a qualifié l'article de Scheffer de « sûrement le plus stimulant pour l'imagination que le morne Quarterly Journal of the Royal Astronomical Society ait publié de toute son existence, ! »

## Développements

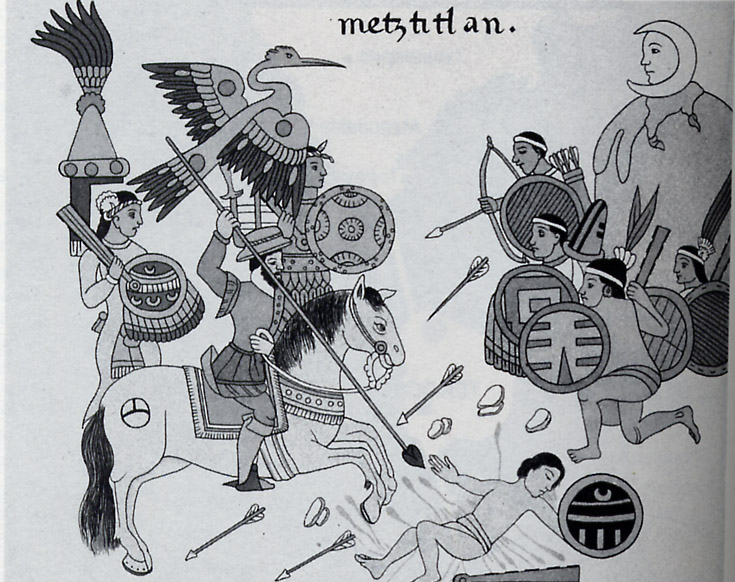
L'impact catastrophique d'une civilisation évoluée technologiquement sur une civilisation moins évoluée, tel que celui causé par la colonisation européenne des Amériques, est un des arguments des scientifiques qui soutiennent l'hypothèse du zoo (Siège de Tenochtitlan vu par les Aztèques, 1521).

Pour l'astrophysicien Peter Ulmschneider, cette hypothèse est logique quand on voit, dans l'histoire humaine, l'impact catastrophique d'une civilisation technologiquement évoluée sur une civilisation moins avancée, comme ce fut le cas pour les Amérindiens à la suite de l'arrivée de Christophe Colomb ou de Hernán Cortés. Pour lui, une civilisation extraterrestre bien plus évoluée et ancienne que la nôtre ne prendrait pas un tel risque et resterait à l'écart, permettant à l'humanité de poursuivre un développement original, sans influence culturelle ou technologique étrangère. Le cosmologue Stephen Hawking pensait qu'une rencontre avec une civilisation extraterrestre « serait un désastre. Les extraterrestres seraient probablement bien plus avancés que nous. L'histoire de races évoluées rencontrant des peuples plus primitifs sur cette planète n'est pas très heureuse, et ils étaient de la même espèce. Je pense que nous devrions faire profil bas. »
Le radioastronome Nikolaï Kardachev, auteur de la théorie de l'échelle de Kardachev, estime qu'il est très probable qu'une supercivilisation ait déjà détecté et observé l'humanité au moyen de télescopes de dimensions cosmiques. Il en parle notamment dans un article publié en 1997, intitulé Radioastron - a Radio Telescope Much Greater than the Earth. Dans cette supercivilisation, la science de l'« ethnographie cosmique » doit être hautement développée. Or le fait qu'aucun contact n'a été établi jusqu'à présent pourrait s'expliquer par les considérations éthiques de ces civilisations. Partant de ce principe, Kardashev n'entrevoit que deux scénarios d'évolution possibles pour une supercivilisation : l'évolution naturelle et l'évolution consécutive aux contacts avec d'autres civilisations extraterrestres. Il estime plus probable le scénario reposant sur le contact de deux civilisations hautement développées technologiquement et culturellement ; ce scénario, qu'il intitule « hypothèse de l'urbanisation » (Urbanization Hypothesis), aboutit à regrouper et unifier plusieurs civilisations au sein de quelques régions compactes de l'Univers.

### Quarantaine galactique
Une hypothèse parallèle, développée par l'astronome Michael Papagiannis, est celle de la « quarantaine galactique » : plutôt que de considérer l'humanité comme un zoo, les civilisations extraterrestres attendraient, avant de la contacter, qu'elle atteigne un certain niveau technologique ou évite l'autodestruction. Pour Papagiannis, seul le passage de ce test hypothétique, qui consiste à éviter une disparition due à une guerre nucléaire, à la surpopulation ou à une catastrophe environnementale, permettrait que les civilisations extraterrestres prennent contact avec l'humanité. Pour lui, résoudre les problèmes de l'humanité serait un moyen plus sûr d'entrer en contact qu'une recherche active comme celle du programme SETI.

#### Éthique de non-intervention spontanément universelle…

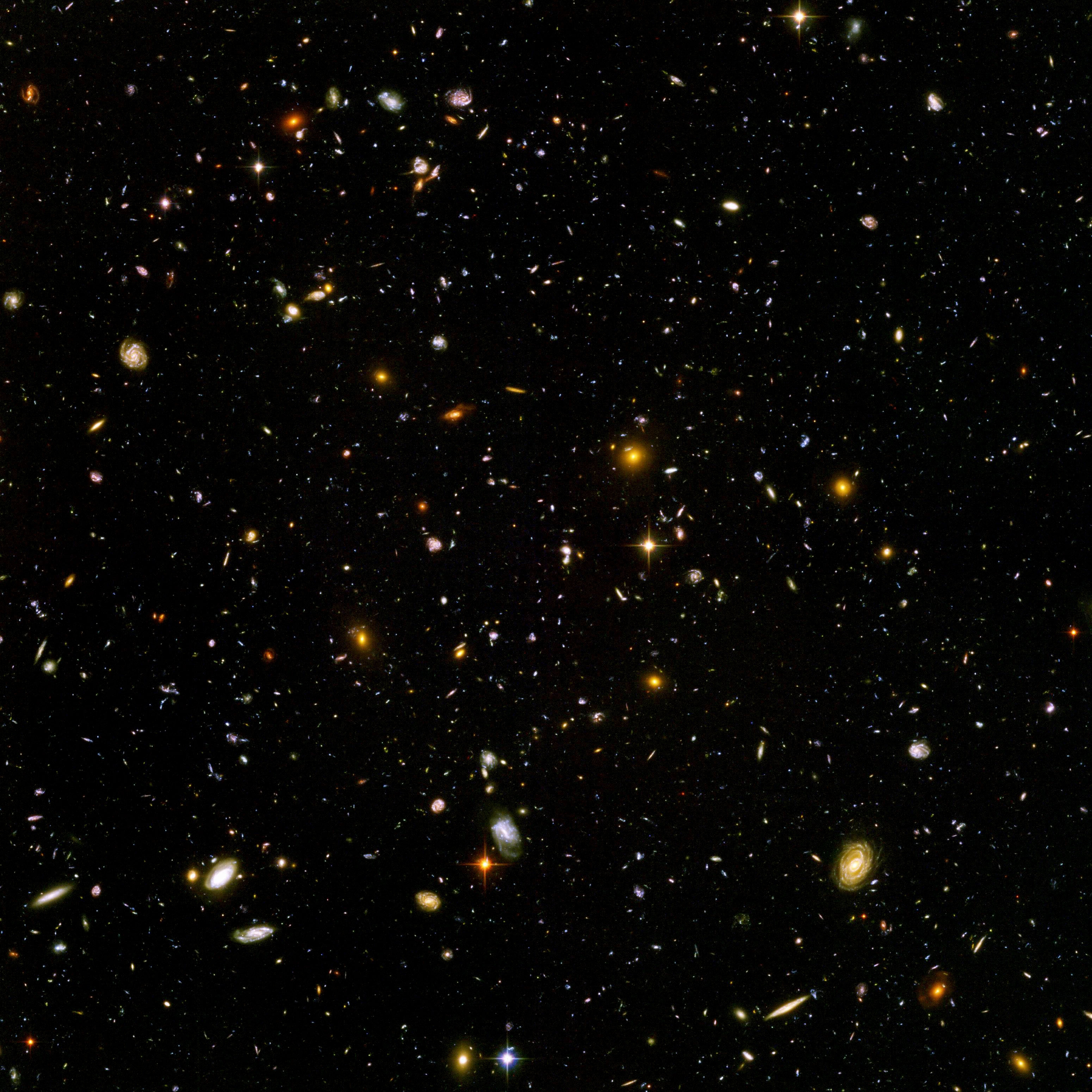
Un argument clé de l'hypothèse du zoo serait qu'un contact prématuré pourrait « inintelligemment » réduire la diversité totale de civilisations (plus de 1000 galaxies sur une seule photo, Hubble Ultra Deep Field).

Selon Alex Wissner-Gross, physicien à l'université Harvard, l'hypothèse du zoo établit, premièrement, qu'un grand nombre de cultures extraterrestres existent et, deuxièmement, qu'elles ont un grand respect pour un développement et une évolution indépendante et naturelle. Si l'intelligence est un processus physique qui tend à maximiser la diversité des futurs d'un système, un argument fondamental en faveur de l'hypothèse du zoo serait qu'un contact prématuré pourrait « inintelligemment » réduire la diversité des chemins que l'univers pourrait emprunter.
Pour Steven Soter, scientifique au département d'astrophysique au Muséum américain d'histoire naturelle, ces idées sont sans doute plus plausibles s'il y a une culture ou une politique légale relativement universelle partagée par cette pluralité de civilisations extraterrestres. Ce serait cette éthique partagée qui supposerait d'isoler les civilisations d'un niveau de développement comparable à celui de la Terre. Dans un univers sans pouvoir hégémonique, des civilisations solitaires, avec des principes différents de celui-ci, pourraient entrer en contact. Il faut donc faire l'hypothèse d'un univers peuplé de civilisations utilisant de telles règles.
Cependant, à l'instar de John D. Barrow et de Frank Tipler, Ian Crawford, professeur de science planétaire et d'astrobiologie, considère que, s'il y a de multiples cultures extraterrestres, la théorie pourrait achopper sur le concept d'uniformité. Il suffirait qu'une seule civilisation extraterrestre décide d'agir contrairement à cet impératif pour que la théorie soit infirmée, et cette probabilité augmente avec le nombre de civilisations. Mais l'idée d'une motivation partagée deviendrait cependant possible si toutes les civilisations avaient tendance à évoluer de manière semblable en ce qui concerne les valeurs et les normes culturelles relatives à un contact, sur le modèle de l'évolution convergente sur Terre, qui a fait évoluer indépendamment l’œil en plusieurs occasions. Une autre explication, due à Ronald N. Bracewell, astronome membre du programme SETI, serait que toutes les civilisations suivent les pas d'une civilisation particulièrement éminente, la première civilisation.

#### …ou imposée par une première civilisation

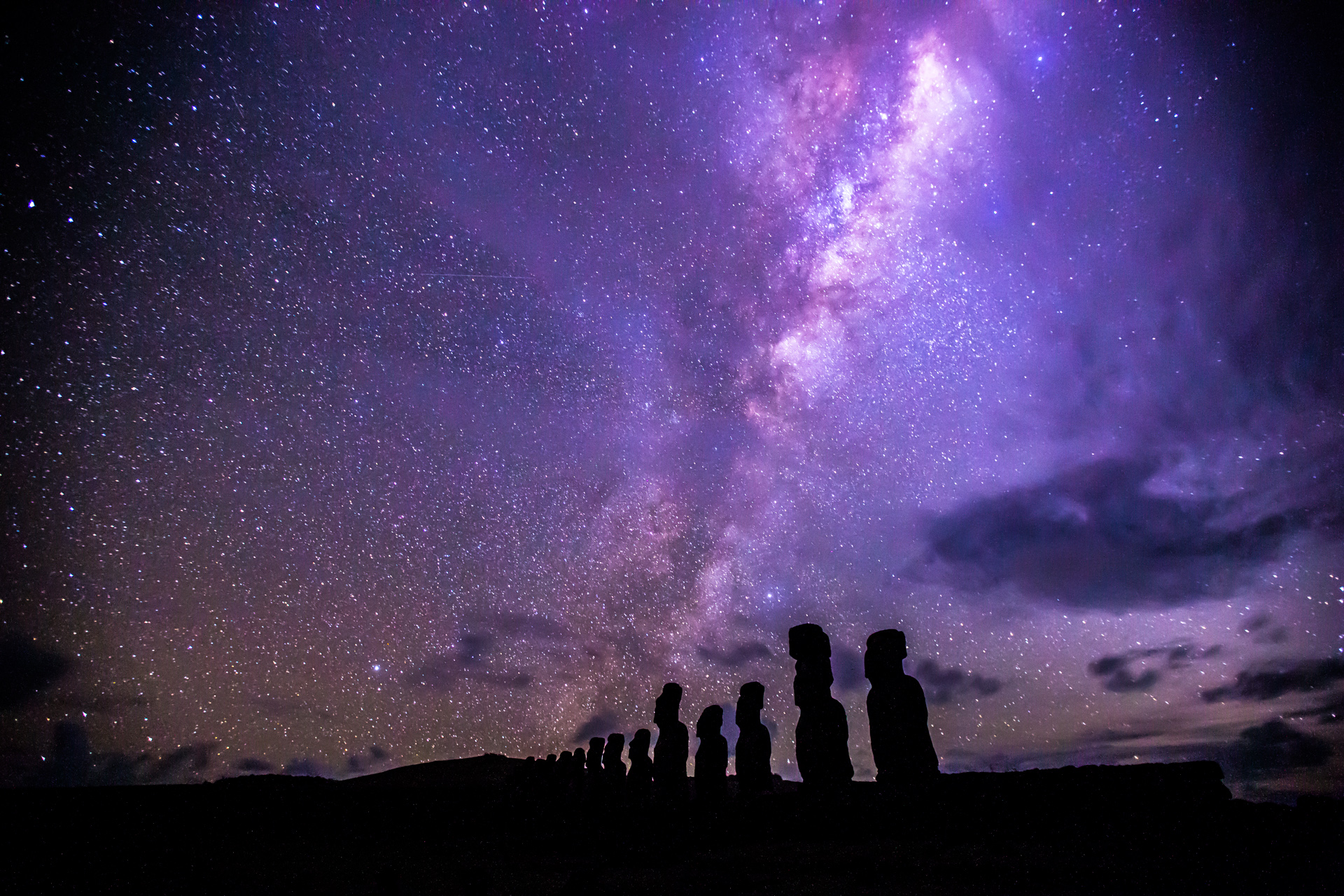
Plusieurs scientifiques ont émis l'hypothèse qu'une première ou puissante civilisation de la Voie lactée aurait imposé la quarantaine (la Voie lactée vue depuis l'île de Pâques).

Avec l'idée d'une première civilisation pionnière, l'hypothèse du zoo ainsi modifiée devient une meilleure réponse au paradoxe de Fermi pour le professeur Thomas Hair de la Florida Gulf Coast University. Le temps passé entre l'apparition d'une première civilisation dans la Voie lactée et les civilisations suivantes pourrait être gigantesque. La méthode de Monte-Carlo montre que les périodes entre les apparitions de civilisations sont l'équivalent d'époques géologiques sur Terre. Les compétences d'une civilisation ayant une avance de 10 millions, 100 millions ou un demi-milliard d'années sont difficilement imaginables comme le montre l'échelle de Kardachev.
Selon Hair, même si cette première grande civilisation a depuis longtemps disparu, son héritage pourrait survivre sous la forme d'une tradition ou même à l'aide d'une forme de vie artificielle, débarrassée du problème de la mort, entièrement orientée vers cet objectif. Cette civilisation n'aurait pas besoin d'être la première apparue, mais juste la première à avoir répandu sa doctrine et son contrôle sur une grande partie de la galaxie. Si une telle civilisation avait été hégémonique dans un lointain passé, elle pourrait avoir créé un tabou contre les civilisations prédatrices et en faveur de la non interférence, tabou qui se serait perpétué chez les civilisations qui lui auraient succédé.
Si la plus vieille civilisation encore présente dans la Voie lactée avait une avance de, par exemple, cent millions d'années sur la civilisation suivante, il est alors possible de concevoir qu'elle pourrait être dans la position singulière de contrôler, observer, influencer ou isoler l’apparition de toutes les civilisations qui la suivent dans sa sphère d'influence. Cette situation serait analogue à celle de notre civilisation terrienne, où chaque individu naît dans un système préexistant de familles, coutumes, traditions et lois établi bien avant sa naissance, sur lequel il n'a que peu voire aucun contrôle.

### Hypothèse de l'interdit

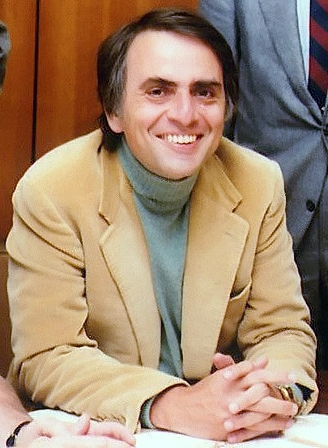
Plusieurs scientifiques, dont Carl Sagan, ont émis l'hypothèse d'un code de conduite extraterrestre commun, le Codex Galactica.

Selon le physicien Stephen Webb, l'« hypothèse de l'interdit » (interdict hypothesis) est un développement de l'hypothèse du zoo qui explique pourquoi la Terre, mais aussi toutes les planètes portant la vie, seraient interdites d'accès. En 1987, le physicien Martyn J. Fogg explique que la Terre et ses espèces vivantes sont rendues intouchables par les civilisations extraterrestres en raison d'un traité galactique. Cette hypothèse de l'interdit se fonde sur l'idée que, selon toute vraisemblance, la galaxie serait déjà colonisée bien avant la formation du Système solaire. La galaxie serait ensuite entrée dans une ère d'équilibre des puissances, ce qui expliquerait qu'il n'y a pas de recherches de contacts. La Terre serait ainsi située au sein de l'aire d'influence d'une de ces puissances galactiques, membre d'un Galactic Club, idée que Fogg emprunte à Carl Sagan et William Newman, qui parlent aussi d'un code de conduite commun, le Codex Galactica. La Terre étant un domaine réservé de cette puissance, aucun contact ne serait possible tant que l'humanité n'aurait pas acquis assez de technologie pour rejoindre ce club galactique. La raison de cet interdit serait que, dans cette ère d'équilibre, la ressource non renouvelable la plus importante pour ces civilisations serait la connaissance, car elles n'auraient même plus besoin de coloniser les planètes comme l'avait déjà évoqué l’écrivain de science-fiction Isaac Asimov. Webb voit cependant une faiblesse dans cette hypothèse : l'homogénéité culturelle est un mythe, étant donné la durée des voyages interstellaires, ce qui constitue un obstacle à l'édification de vastes civilisations.

### Hypothèse du planétarium
Pour l'écrivain de science-fiction et physicien Stephen Baxter, le paradoxe de Fermi peut être résolu au moyen d'une hypothèse proche de celle du zoo, l'hypothèse du « planétarium » (planetarium hypothesis). La Terre serait prise dans une puissante simulation de réalité virtuelle qui lui masquerait les signes et preuves de la présence extraterrestre. Des signaux électromagnétiques dissimuleraient la signature de leur présence, en générant l'équivalent d'un planétarium à l'échelle du Système solaire tout entier. L'idée a été reprise dans la nouvelle Universe de Robert A. Heinlein, ainsi qu'au cinéma dans Matrix et The Truman Show. Pour Stephen Webb, l'hypothèse, qui tend à être un solipsisme moderne, et qui va à l'encontre du rasoir d'Ockham, est peu réaliste, sauf si l'on admet qu'une civilisation très puissante (de type III selon Kardachev) existe, et encore cela frise, selon lui, la paranoïa, Baxter ayant énoncé cette hypothèse comme une possibilité à éliminer. De tels dispositifs nécessiteraient la maîtrise de l’astro-ingénierie. Anders Sandberg imagine, quant à lui, les « cerveaux de Jupiter », des cerveaux artificiels, de la taille de Jupiter, d'une puissance de calcul phénoménale. Ces projets d'astro-ingénierie nécessiteraient l'énergie d'une étoile pour fonctionner.

### Hypothèse des pairs
Une autre version de celle-ci est l'hypothèse des pairs (« the peer hypothesis ») émise par le scientifique et écrivain Paul Birch en 1990. Elle affirme que des civilisations extraterrestres très évoluées, capables de voyager d'une galaxie à l'autre, créer des planètes, des étoiles ou des trous noirs, pourraient aussi manipuler l'espace-temps et créer des univers artificiels comme on crée un zoo. L'hypothèse de Birch est que nous pourrions vivre dans un tel univers créé par des extraterrestres qui seraient l'équivalent de dieux d'un point de vue théologique, qui auraient créé de nombreuses civilisations, dont la nôtre dans cet univers qui serait semblable au leur et même à leur image. Leur niveau technologique seraient similaire, l'humanité étant autour de la moyenne. Ces civilisations seraient donc toutes des pairs (c'est-à-dire, selon la définition, de même condition et de même rang) et aucune n'aurait encore la possibilité de prendre contact avec une autre, mais au fur et à mesure de leur évolution, les contacts se multiplieraient, pouvant déboucher sur des échanges fructueux ou des guerres interstellaires. La raison de cette création par une civilisation quasi divine pourrait être, selon Birch, qu'ils désirent un univers « plein d'événements et intéressant », « l'histoire étant la plus divertissante quand il y a des interactions nombreuses de groupes avec des capacités et des intérêts proches ». D'autres causes pourraient également exister telles qu'une expérience intellectuelle ou un simple divertissement.
Pour David Lamb, professeur de philosophie et de bioéthique à l'université de Birmingham, bien que cette théorie ressemble à de la science-fiction « farfelue », elle n'est pas incompatible avec les théories du Big Bang et du multivers.

## Théorie en ufologie

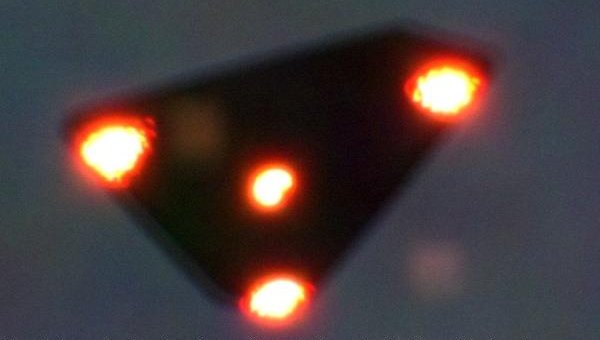
Photographie d'un prétendu triangle volant, prise pendant la vague belge d'ovnis de 1990 selon son auteur mais publiée et mise dans le domaine public 13 ans plus tard, en 2003.

Pour Budd Hopkins, ufologue américain qui a particulièrement travaillé sur les récits d'enlèvement par les extraterrestres, l'hypothèse du zoo implique une surveillance par des extraterrestres vivant au sein de l'humanité.

## Théorie en fiction

La Directive Première de la Fédération des planètes unies de l'univers de fiction de Star Trek évoque la quarantaine galactique.

Le roman de science-fiction Créateur d'étoiles (1937), d'Olaf Stapledon, décrit une race extraterrestre qui cache son existence aux « primitifs pré-utopiques » pour que ceux-ci ne perdent pas leur indépendance d'esprit. C'est seulement quand ils atteignent le niveau de voyageurs spatiaux utopiques et la paix mondiale que la race évoluée prend contact pour les aider à se développer.
L'écrivain Arthur C. Clarke a déclaré avoir été très influencé par Stapledon. Dans sa nouvelle de science-fiction La Sentinelle (1948), des géologues découvrent sur la Lune un artéfact extraterrestre chargé de signaler à une espèce inconnue qu'une vie intelligente s'est développée sur Terre. La nouvelle a servi de base à 2001, l'Odyssée de l'espace, film sorti en 1968 et présentant les prémices de la théorie de John A. Ball. Malgré une différence notable — le film met en scène un contact ayant eu lieu dans la préhistoire pour faire évoluer l'humanité —, un dispositif, le « second monolithe », permet de prévenir une civilisation extraterrestre que l'espèce humaine a acquis un niveau technologique suffisant pour atteindre la Lune et donc établir un premier contact.
Dans l'univers de Star Trek, la quarantaine galactique est régie par la Fédération des planètes unies via la Directive Première qui stipule « Pas d'identification de soi-même ou de la mission. Aucune interférence avec le développement social de ladite planète. Aucune référence à l'espace ou qu'il y ait d'autres mondes et d'autres civilisations ». Le concept est défini en mars 1968 dans l'épisode Du pain et des jeux.
Dans la série animée Il était une fois... l'Espace (1981), la quarantaine galactique est appliquée aux civilisations moins évoluées par la « confédération d'Oméga », qui regroupe Terriens et extraterrestres. À la fin de la série, Oméga et les autres civilisations apprennent qu'elles-mêmes font l'objet d'une quarantaine de la part d'espèces super-évoluées,.
Dans l'univers du cycle de la Culture, Iain M. Banks définit onze niveaux de développement, depuis la création des outils (niveau 0) jusqu'à la « sublimation » (niveau 10), sorte de Nirvana multidimensionnel, en passant par l'âge de bronze, l'industrie, la fission nucléaire, la conquête de l'espace, etc. Une des missions que se donne la section « Contact » de la Culture est de déterminer si des civilisations sont assez mûres pour être contactées. Une règle veut qu'on ne fournisse jamais à une civilisation des technologies qui dépassent d'une unité son niveau de développement. Dans la nouvelle L'Essence de l'art, c'est la planète Terre que des membres de la Culture observent afin de décider s'il est pertinent d'entrer en contact avec elle.

### Citations originales
1. ↑  (en) « surely the most mind-stretching that the staid QJRAS has published in its entire career! »
2. ↑  (en) « […] the intelligent worlds of pre-utopian rank were left unvisited. Not till these worlds had themselves entered the full Utopian phase and were exploring their neighbor planets were they allowed to discover the truth. »